# Wang Xin (badminton)
Dans ce nom, le nom de famille, Wang, précède le nom personnel.
Wang Xin, chinois simplifié : 汪鑫, née le 10 novembre 1985, est une joueuse professionnelle de badminton.

## Carrière professionnelle
Lors du Championnats du monde 2010 qui se déroule à Paris, où elle se présente en tant que tête de série no 3, elle élimine la Française Hongyan Pi en quart de finale, puis sa compatriote Wang Shixian en demi-finale. En finale, elle s'incline face à une autre Chinoise, Wang Lin (tête de série no 7) sur le score de 21-11, 19-21 et 21-13.

## Palmarès

### Compétitions internationales
| Rang                    | Année | Lieu          |
| ----------------------- | ----- | ------------- |
| Championnats du monde : |       |               |
| 2                       | 2010  | Paris, France |

### Tournois internationaux
| Année | Rang | Tournoi              |
| ----- | ---- | -------------------- |
| 2010  | 3    | Open d'Angleterre    |
| 2010  | 1    | Open de Malaisie     |
| 2010  | 1    | Open d'Allemagne     |
| 2010  | 1    | Masters de Chine     |
| 2009  | 1    | Open des Philippines |
| 2009  | 2    | Open de Chine        |
| 2009  | 3    | Open de Hong Kong    |
| 2009  | 2    | Open du Japon        |
| 2009  | 3    | Masters de Chine     |